# بريدجيت سلون
بريدجيت سلون: (بالإنجليزية: Bridget Sloan)‏ لاعبة جمباز أمريكية وحاصلة على ميدالية فضية في ألمبياد بكين سنة 2008 و ميدالية ذهبية وأخرى فضية في بطولة العالم للجمباز وميدالية واحدة ذهبية في دورة الألعاب الأمريكية لقارة أمريكا الشمالية وأمريكا الجنوبية وحصلت أيضاً على ثلاثة ميداليات ذهبية وفضيتين و برونزية في دورة ألعاب المحيط الهادئ. بالإضافة إلى فيزا وفضية في نفس البطولة.

## روابط خارجية
- بريدجيت سلون على موقع الاتحاد الدولي للجمباز (licence) (الإنجليزية)
- بريدجيت سلون على موقع الاتحاد الدولي للجمباز (biography) (الإنجليزية)
- بريدجيت سلون على موقع الاتحاد الأمريكي للجمباز (الإنجليزية)
- بريدجيت سلون على موقع اللجنة الأولمبية الدولية (الإنجليزية)
- بريدجيت سلون على موقع أوليمبيديا (الإنجليزية)
- بريدجيت سلون على موقع اللجنة الأولمبية والبارالمبية الأمريكية (الإنجليزية)